# Charles-François Brisseau de Mirbel
Pour les articles homonymes, voir Brisseau et Mirbel (homonymie).
Charles François Brisseau de Mirbel, né le 27 mars 1776 à Paris et mort le 12 septembre 1854 à Champerret, est un botaniste et homme politique français.

## Biographie
À 20 ans, il devient aide-naturaliste au Muséum national d'histoire naturelle. Il publie en 1802, un important Traité d'anatomie et de physiologie végétales qui le fait considérer comme le père de la cytologie et de la physiologie végétale. En 1803, il obtient le poste d'intendant des jardins du Château de Malmaison. Ses publications lui valent, en 1808, d'entrer à l'Académie des sciences et d'obtenir la chaire de botanique de la Sorbonne.
À la Restauration, son ami Élie Decazes, alors ministre de l'Intérieur, lui offre un poste de secrétaire général. Mais la chute du gouvernement en 1829, marque la fin de ses ambitions politique et il retrouve une chaire au Muséum national d'histoire naturelle.
Sa seconde épouse, Lizinska de Mirbel, était une miniaturiste célèbre dans les milieux de la Cour.
En 1877, une partie de la rue de l'Abbé-de-l'Épée dans le 5e arrondissement de Paris devient la rue de Mirbel en hommage.

## Liste partielle des publications
- Histoire naturelle, générale et particulière de plantes, 1802-1806
- Exposition de la théorie de l'organisation végétale, 1809
- Traité d'anatomie et de physiologie végétale, 1813
- Éléments de physiologie végétale et de botanique, 1815